# Бистрик (притока Лімниці)
Би́стрик — гірська річка в Україні, у Калуському районі Івано-Франківської області. Права притока Лімниці (басейн Дністра).

## Опис
Довжина річки 10 км, похил річки 46 м/км, площа басейну водозбору 37,0 км², відстань між витоком і гирлом — 8,63 км, коефіцієнт звивистості річки — 1,16. Формується притокою та багатьма безіменними гірськими потоками.

## Розташування
Бере початок на північно-східних схилах гори Кінець Ґорґану (1580 м) на висоті 1270 м над рівнем моря. Тече на північний захід між горами Мала Сивуля (1818,5 м), Велика Сивуля (1836 м), Ґорґа (1551 м), Безіменна (1579,7 м) і на висоті 810 м над рівнем моря біля присілку села Осмолода впадає у річку Лімницю, праву притоку Дністра.

## Притоки
- Негрова (права).

## Цікавий факт
- У верхів'ї річки росте ялина, а у пригирловій частині — бук та ялина[2].
- На правому березі річки розташоване заповідне урочище «Сивуля»[3].